# Raión de Komunarski
Raión de Komunarski (en ucraniano: Комунарський район) es un raión o distrito administrativo de la ciudad de Zaporiyia, en Ucrania. Tiene una población estimada, en 2012, de 134,465 habitantes y una superficie de 61 km²